# ファッションの都
ファッションの都（ファッションのみやこ、英語: fashion capital）、またはファッション都市（ファッションとし、英語: fashion city）は、ファッション業界において中心的な役割と持つ都市・地域のことである。伝統的には、パリ・ロンドン・ミラノ・ニューヨークの4都市が代表的なファッションの都として挙げられる。

## ファッション都市ランキング
アメリカの言語研究団体のグローバル・ランゲージ・モニターは、毎年恒例の世界ファッション都市ランキングを発表している。2011年8月に発表された最新版のランキングは以下の通りである。
| 都市             | 国・地域         | 順位 (2011年) | 順位 (2010年) |
| ---------------- | ---------------- | ------------- | ------------- |
| ロンドン         | イギリス         | 1             | 3             |
| ニューヨーク     | アメリカ         | 2             | 1             |
| パリ             | フランス         | 3             | 4             |
| ミラノ           | イタリア         | 4             | 6             |
| ロサンゼルス     | アメリカ         | 5             | 5             |
| 香港             | 香港             | 6             | 2             |
| バルセロナ       | スペイン         | 7             | 10            |
| シンガポール     | シンガポール     | 8             | 15            |
| 東京             | 日本             | 9             | 14            |
| ベルリン         | ドイツ           | 10            | 18            |
| シドニー         | オーストラリア   | 11            | 7             |
| マドリード       | スペイン         | 12            | 11            |
| ローマ           | イタリア         | 13            | 22            |
| 上海             | 中国             | 14            | 12            |
| モナコ           | モナコ           | 15            | -             |
| ラスベガス       | アメリカ         | 16            | 16            |
| メルボルン       | オーストラリア   | 17            | 9             |
| モスクワ         | ロシア           | 18            | 20            |
| アムステルダム   | オランダ         | 19            | 17            |
| ブエノスアイレス | アルゼンチン     | 20            | 24            |
| バリ             | インドネシア     | 21            | 32            |
| メキシコシティ   | メキシコ         | 22            | 29            |
| リオデジャネイロ | ブラジル         | 23            | 19            |
| ムンバイ         | インド           | 24            | 28            |
| サンパウロ       | ブラジル         | 25            | 13            |
| マイアミ         | アメリカ         | 26            | 8             |
| ドバイ           | アラブ首長国連邦 | 27            | 21            |
| ストックホルム   | スウェーデン     | 28            | 33            |
| コペンハーゲン   | デンマーク       | 29            | 34            |
| サンティアゴ     | チリ             | 30            | 31            |